# 周奕妙
周奕妙（1991年2月7日—），生於湖北省，是中國職業女子網球選手。她的生涯最高WTA單打世界排名第127名，生涯最高WTA雙打世界排名則是第134名。